# Volnate uši
Volnate uši, tudi volnati kaparji (znanstveno ime Pseudococcidae) so dobile ime po volnatem voskastem tkivu, ki prekriva telo samic od tretje razvojne faze naprej. Za razliko od drugih žuželk imajo vse oblike nimf in odraslih živali noge. So pogosti škodljivci v rastlinjakih.

## Opis
Samice so brez kril in zrastejo do dolžine 5 mm. Telo je zraščeno z glavo v celoto, večinoma rožnate do rumene barve.
Odrasli samci so popolnoma drugačne živali, krilate, manj kot 1 mm dolge, so brez ustnih organov in se tako niso sposobni prehranjevati. Njihova funkcija je iskanje in oploditev samice. 

## Biološki ciklus
Samica zaleže jajčeca kot lepljivo penasto ali nitasto maso, ki jo imenujemo jajčna vrečica. Samica po odlaganju jajčec umre.
Prva razvojna faza je rumenkasto rjava nimfa, dolga približno 0,6 mm in ni pokrita z volno. Je zelo gibčna in se hitro premika po okolici. V tej fazi ni razlike med moško in žensko obliko nimfe.
Druga razvojna faza je malo večja, manj aktivna nimfa. Ženski osebki se razporedijo po listni površini in začnejo izločati volno na površini telesa. Kmalu se prelevijo v nimfe tretje razvojne faze in brez preobrazbe zrastejo v odrasle živali. Moški primerki se iz druge razvojne faze hitro razvijejo v nepravo bubo in kmalu tudi v pravo bubo, nakar se razvije bel vlaknast kokon. Po kratki preobrazbi se iz kokona razvije krilat samec.
Na razvoj volnatih uši ima močan vpliv količina dušika v rastlini. Več kot je dušika v rastlini, hitrejši bo razvoj populacij.
Citrusova volnata uš mora spolno dozoreti, da lahko odleže jajčeca, druge vrste pa se lahko razmnožijo tudi nespolno.

## Škoda na rastlinah
Večina uši se hrani na zunanjih delih rastlin, nekatere pa izsrkavajo tekočino iz korenin. Nekatere vrste volnatih uši so lahko prenašalke nevarnih virusov. Nimfe in odrasle ženski primerki izsesavajo rastlinske sokove in povzročijo deformacije in rumenenje listov. Pogosto močan napad uši povzroči tudi odpadanje listov ali plodov.
Rastlinski sokovi so bogati s sladkorji, nimajo pa kaj dosti beljakovin, zato morajo uši prebaviti velike količine sokov. Odvečni sladkor izločajo kot sladkorno tekočino, na njej pa pogosto zrastejo plesni, predvsem Cladosporium. Kljub temu, da so uši mobilne, se kolonije ne razširjajo daleč od matične kolonije, zato igra pri širjenju uši človek pomembno vlogo. Razširjajo se lahko celo s prezračevanjem in ventilacijo, zato so pogosto v rastlinjakih enakomerno razpršene.

## Najpogostejše vrste kot škodljivci
Planococcus citri Risso 

Pseudococcus longispinus Targioni-Tozzetti

Phenacoccus madeiresis Green

Phenacoccus solani Ferris 

Ferrisia virgata Cockerell

Phenacoccus solenopsis Tinsley

Pseudococcus elisae Borchsenius